# Signe Ibbeken

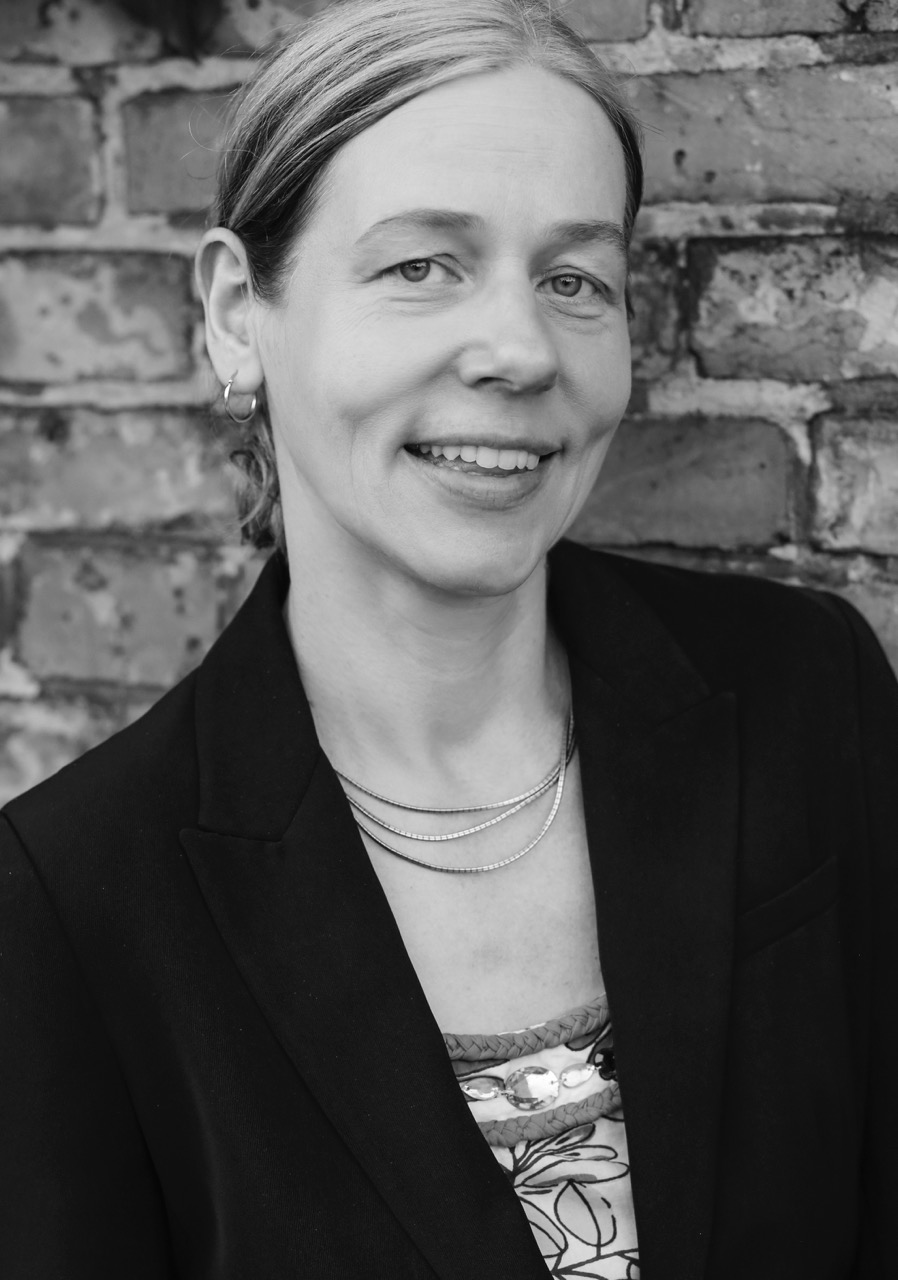
Signe Ibbeken 2018

Signe Ibbeken (* 11. Februar 1966 in Berlin) ist eine deutsche Schriftstellerin und Schauspielerin.

## Leben
Signe Ibbeken studierte von 1980 bis 1985 Geige und Klavier am Julius-Stern-Institut in Berlin. 1985 wurde sie bei einer Schultheateraufführung von der Theaterkritikerin Sibylle Wirsing entdeckt und von dem Regisseur Einar Schleef an die Städtischen Bühnen Frankfurt am Main geholt, wo sie bis 1990 als Schauspielerin engagiert war und u. a. an der Seite von Martin Wuttke, Volker Spengler und Jürgen Holtz spielte. Es folgten freie Produktionen, u. a. am Freien Theater München sowie Gastengagements, u. a. an der Volksbühne Berlin. Seit 2008 arbeitet sie als Schauspielcoach und Autorin. Sie schreibt Lyrik und Prosa und tritt in Lesungen und Performances auf. 2011 war sie Mitbegründerin der Literarischen Lesebühne im Buchhändlerkeller Berlin.

## Auszeichnungen (Auswahl)
- 1980 bis 1985 Stipendium für Geige und Klavier am Julius-Stern-Institut Berlin
- 1987 Nominierung zur Schauspielerin des Jahres in der Zeitschrift Theater heute für die Rolle der Helene in Vor Sonnenaufgang[5][9]
- 1988 Nominierung zur Schauspielerin des Jahres in der Zeitschrift Theater heute u. a. für die Rolle der Frau 1 in Die Schauspieler[10]
- 2013 Wiener Werkstattpreis (Hauptpreis der Jury)[11]
- 2014 Preisträgerin beim Günter-Bruno-Fuchs-Literaturpreis[12]
- 2015 Finalistin beim Dritten Werkstattpreis des Kölner Literaturateliers[13]
- 2016 Preisträgerin beim Lyrikwettbewerb unterm Lyrikmond[14]
- 2017 Schreibwettbewerb Federleicht, 1. Preis in der Kategorie Kurzgeschichte[15]
- 2018 Preisträgerin beim Literaturpreis Nordost, 3. Platz in der Genre Kurzprosa[16]
- 2018 Publikumspreis für die Kalendergeschichte Die Fremden im Greter Salon, Literaturforum im Brecht-Haus[17]

## Werke (Auswahl)
- mazda, milch. glas. In: außer.dem. Nr. 20, 2013, ISSN 1613-6713 (Autorenliste – Prosaminiaturen).
- hirz. In: die Rampe – Hefte für Literatur. Nr. 4, 2013, ISBN 978-3-99033-133-0 (Titelseite – Prosaminiaturen).
- Gesundheitskontrolle. In: Dichtungsring. Nr. 44, 2014, ISSN 0724-6412, DNB 1060687690, S. 85–86 (Digitalisat [PDF; 56,1 MB; abgerufen am 30. August 2020] Kurzprosa).[18]
- schmetterlinge soll man nicht streicheln. In: Christian Knieps (Hrsg.): Kein Firlefanz! Nur Texte! CreateSpace Independent Publishing Platform, 2015, ISBN 978-1-5086-8550-0 (Prosaminiaturen).
- Kreuzzwirnarsch. In: Gerd Herholz, Verena Geiger, Jens Dirksen, Ulli Langenbrinck (Hrsg.): Die Sachensucherin: 55 kurze Geschichten. Klartext Verlag, Essen 2015, ISBN 978-3-8375-1518-3, S. 14–16.
- Fischformel. In: Frohberger, Marco (Hrsg.): Bilder der Freiheit: Texte zum internationalen Antho? - Logisch! Literaturpreis 2016. Edition Karo, Berlin 2016, ISBN 978-3-945961-01-8, S. 34–39.
- Sand und bittere Kräuter. In: Erostepost. Nr. 54, Juni 2017 (Inhaltsangabe – Kurzprosa).
- Gesundheitskontrolle. In: Einblattdrucke. Nr. 141. PalmArtPress, Berlin 2017 (Direktansicht bei PalmArtPress – Kurzprosa).
- auf einer lichtung steht ein tiefgefrorenes reh. PalmArtPress, Berlin 2018, ISBN 978-3-96258-006-3 (Prosaband).
- Kreuzzwirnarsch in: Trojanische Steckenpferde. edition pudelundpinscher, Wädenswil 2020, Hrsg.: Lioba Happel, ISBN 978-3-906061-21-4
- Die Gutachter in: Stimmen der Gegenwart. Texte aus dem Schreibhain. Simon Verlag für Bibliothekswissen, Berlin 2021, Hrsg.: Tanja Steinlechner, Susanne Zeyse, ISBN 978-3-945610-54-1

## Theater (Auswahl)
- Mädchen in Mütter, Regie: Einar Schleef, 1986 am Schauspiel Frankfurt
- Helene in Vor Sonnenaufgang, Regie: Einar Schleef, 1987 am Schauspiel Frankfurt
- Frau 1 in Die Schauspieler, 1988, Regie: Einar Schleef, Schauspiel Frankfurt
- Zénobie in Die Reichsgründer, 1988, Regie: Ellen Hammer, Schauspiel Frankfurt
- Elisabeth in Götz von Berlichingen, 1989, Regie: Einar Schleef, Schauspiel Frankfurt
- Isidore in Der Sizilianer, 1989, Regie: Ellen Hammer, Schauspiel Frankfurt
- Annemarie in 1918, Regie: Einar Schleef, 1990 am Schauspiel Frankfurt[4]
- Titelrolle in Medea in der Stadt, Regie: Andrij Zholdak, 2005, Volksbühne Berlin